# Arte-finalista
Arte-finalista é o profissional que finaliza tecnicamente uma peça de design ou publicidade para o fim a que se destina (impressão digital, off-set, serigrafia, jornal, revista, etc.) pois o seu suporte e execução pode influenciar tecnicamente o resultado final.
Há vários campos em que um arte-finalista deve ter conhecimentos, como a paginação, a pós-produção de imagem, a leitura e desenvolvimento de desenhos técnicos e noções mínimas de produção, seja esta gráfica ou audiovisual. Hoje em dia é também essencial que se tenha conhecimentos profundos de algumas das ferramentas digitais à disposição (Photoshop, Adobe Illustrator, Adobe InDesign, Freehand, CorelDraw, Acrobat, etc.).
Normalmente, o fim da linha de um trabalho dentro de uma agência, é o departamento de arte-final, pelo que a margem de erro deve ser nula. Este tipo de responsabilidade deve levar o arte-finalista a ser cuidadoso, rápido e atento ao mínimo pormenor. Por exemplo, num anúncio de jornal os textos a branco sobre fundo de cor ou imagem não devem ser inferiores a 7pts, mas se os mesmos se destinarem a uma revista, com papel de melhor qualidade, poderão ser a corpo 7pts.
Na área serigráfica, o arte finalista tem que saber de muitas coisas em relação ao trabalho, por exemplo se for uma peça de vestuário, tem que saber qual o tipo de tecido, quantas cores vão ser aplicadas na arte e qual o tipo de poliéster que será utilizado para a melhor definição da arte no tecido.
Existe também, o arte finalista de história em quadrinhos e ilustrações editoriais, cuja função consiste em dar acabamento no desenho a lápis para que possa ser reproduzido e publicado. Através de diversas técnicas e estilos, é possível conseguir inúmeros resultados no estudo de preto e branco com a utilização do nanquim. Vários são os materiais usados para fazer arte-final, como, pincel, bico de pena e canetas técnicas, se utilizando de técnicas de traço, texturas, luz, sombra, e efeitos gráficos à mão livre, seja para desenhos em estilo infantil, super-heróis, cartoon, mangá ou artístico.